# Clifford D. Simak
Clifford Donald Simak (3 de agosto de 1904 — 25 de abril de 1988) foi um prestigioso escritor estadunidense de ficção científica. Ganhou três Hugo Awards e um Nebula Award, tendo sido ainda nomeado Grande Mestre pela SFWA em 1977.

## Biografia
Clifford Donald Simak nasceu em Millville, Wisconsin, filho de John Lewis e Margaret (Wiseman) Simak. Ele casou-se com Agnes Kuchenberg em 13 de abril de 1929 e teve com ela dois filhos, Scott e Shelley. Simak cursou a University of Wisconsin-Madison e posteriormente trabalhou em vários jornais no Midwest. Em 1939, começou uma longa associação com o Minneapolis Star and Tribune (Minneapolis, Minnesota), a qual só interrompeu quando se aposentou, em 1976. Tornou-se editor de notícias do Minneapolis Star em 1949 e coordenador do Science Reading Series do Minneapolis Tribune' em 1961. Ele faleceu em Minneapolis.

## Obras

### Romances
- The Creator (publicado originalmente numa revista em 1935, e em livro, em 1946)
- Cosmic Engineers (publicado originalmente numa revista em 1939, e em livro, em 1950)
- Empire (1951) (Galaxy novel #7)
- Time and Again (1951, título em brochura: First He Died)
- City (revisado em 1952, "Epílogo" acrescentado na edição de 1976, mas suprimido em algumas reimpressões subseqüentes do Science Fiction Book Club)
- Ring Around the Sun (1954)
- Time is the Simplest Thing (1961)
- The Trouble With Tycho (1961)
- They Walked Like Men (1962)
- Way Station (1963)
- All Flesh Is Grass (1965)
- Why Call them Back From Heaven?  (1967)
- The Werewolf Principle (1967)
- The Goblin Reservation (1968)
- Out of Their Minds (1970)
- Destiny Doll (1971)
- A Choice of Gods (1972)
- Cemetery World (1973)
- Our Children's Children (1974)
- Enchanted Pilgrimage (1975)
- Shakespeare's Planet (1976)
- A Heritage of Stars (1977)
- The Fellowship of the Talisman (1978)
- Mastodonia (1978, título britânico: Catface)
- The Visitors (1980)
- Project Pope (1981)
- Where the Evil Dwells (1982)
- Special Deliverance (1982)
- Highway of Eternity (1986, título alternativo Highway to Eternity]

### Coletâneas
- Strangers in the Universe  (1956) (conteúdo revisado em 1957 e 1958)
- The Worlds of Clifford Simak  (1960)
- Aliens for Neighbours (1961, reimpressão britânica de The Worlds of Clifford Simak)
- All the Traps of Earth and Other Stories  (1962, conteúdo revisado em 1963)
- Other Worlds of Clifford Simak  (1962, condensação da edição de 1961 de The Worlds of Clifford Simak)
- The Night of the Puudly (1964, reimpressão britânica de All the Traps of Earth and Other Stories)
- Worlds Without End (1964)
- Best Science Fiction Stories of Clifford Simak  (1967)
- So Bright the Vision  (1968)
- The Best of Clifford D. Simak (1975)
- Skirmish: The Great Short Fiction of Clifford D. Simak  (1977)
- Brother And Other Stories  (1986)
- The Marathon Photograph and Other Stories  (1986)
- Off-Planet (1989)
- The Autumn Land and Other Stories (1990)
- Immigrant and Other Stories (1991)
- The Creator and Other Stories (1993)
- Over the River and Through the Woods: The Best Short Fiction of Clifford D. Simak  (1996)
- The Civilization Game and Other Stories  (1997)

### Não-ficção
- The Solar System: Our New Front Yard (1962)
- Trilobite, Dinosaur, and Man: The Earth's Story (1965)
- Wonder and Glory: The Story of the Universe (1969)
- Prehistoric Man: The Story of Man's Rise to Civilization (1971)

### Livros editados por Clifford D. Simak
- From Atoms to Infinity: Readings in Modern Science (1965)
- The March of Science (1971)
- Nebula Award Stories #6 (1971)
- The Best of Astounding (1978)

## Premiações
- International Fantasy Award pelo melhor livro de ficção de 1953, por City
- Prémio Hugo por melhor noveleta de 1959 por The Big Front Yard
- Prémio Hugo por melhor romance de 1964 por Way Station
- Minnesota Academy of Science Award por relevantes serviços prestados à ciência (1967)
- First Fandom Hall of Fame Award 1973
- Damon Knight Memorial Grand Master Award 1976
- Jupiter Award por melhor romance de 1978 por A Heritage of Stars
- Prémio Hugo por melhor conto de 1981 por Grotto of the Dancing Deer
- Nebula Award por melhor conto de 1981 por Grotto of the Dancing Deer
- Locus Award por melhor conto de 1981 por Grotto of the Dancing Deer
- Analog Analytical Laboratory Award por melhor conto de 1981 Grotto of the Dancing Deer
- Bram Stoker Lifetime Achievement Award 1988

## Livros sobre Clifford D. Simak
- BECKER, Muriel R. Clifford D. Simak, a primary and secondary bibliography  (1980)
- EWALD, Robert J. Clifford Simak in Reader's Guide to Contemporary Science Fiction and Fantasy Authors. Vol. 59 (19??)
- OWINGS, Mark. The Electric Bibliograph 1: Clifford D. Simak (19??)
- STEPHENSEN-PAYNE, Phil. Clifford D. Simak: A Working Bibliography. 1991, ISBN 1-871133-28-9